# 大黒座 (浦河町)
大黒座（だいこくざ）は、北海道浦河郡浦河町にある映画館。通称は浦河大黒座（うらかわだいこくざ）。
1918年（大正7年）に開館し、1994年（平成6年）に建物を建て替えた。北海道に現存する映画館としては最も古いとされる。劇場正面の看板には「大黑座」（黒は旧字体）と書かれている。

## 歴史

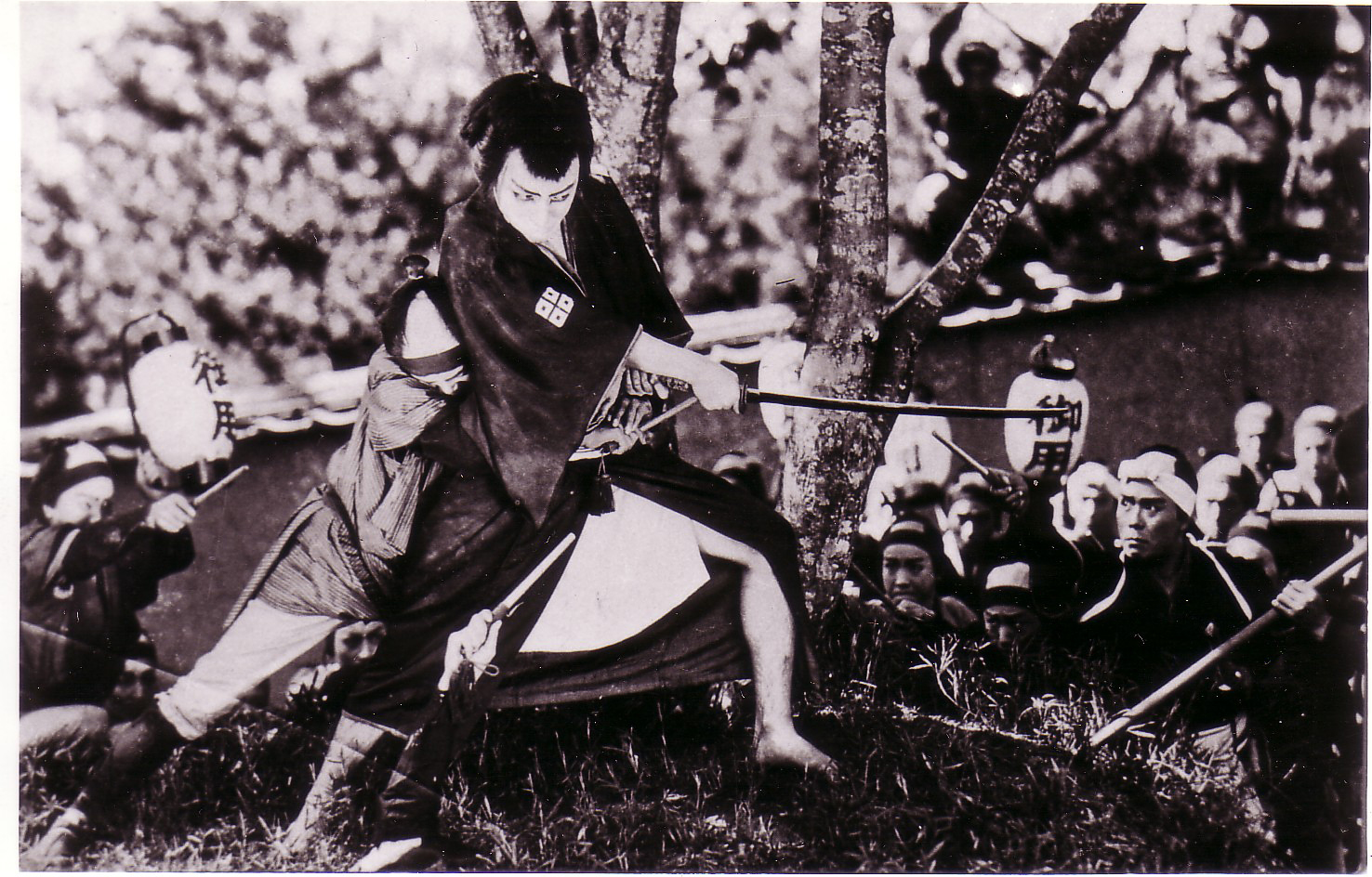
サイレント期に上映した『雄呂血』（1925年）

### 開館
1918年（大正7年）9月1日、当時建築業などを営んでいた三上辰蔵により、旅役者や浪曲師が出演する芝居小屋として開業したのが始まりである。1925年（大正14年）の火災により焼失するも、程なくして再建。1920年代のサイレント期には『雄呂血』（監督二川文太郎、主演阪東妻三郎、1925年、製作阪東妻三郎プロダクション奈良撮影所）などが上映された記録が残っている。
終戦から8年後の1953年（昭和28年）、220席の映画館として改築。以降も引き継いだ運営者がクリーニング業を兼務しながら営業を継続。この頃の北海道内には364館の映画館があり、そのうち日高支庁内には当館を含めた16館があった。1960年（昭和35年）正月期に片岡千恵蔵主演の東映映画『血槍無双』（監督佐々木康）を上映した際は、子供達の行列が出来た写真が残っている。

### 再開館

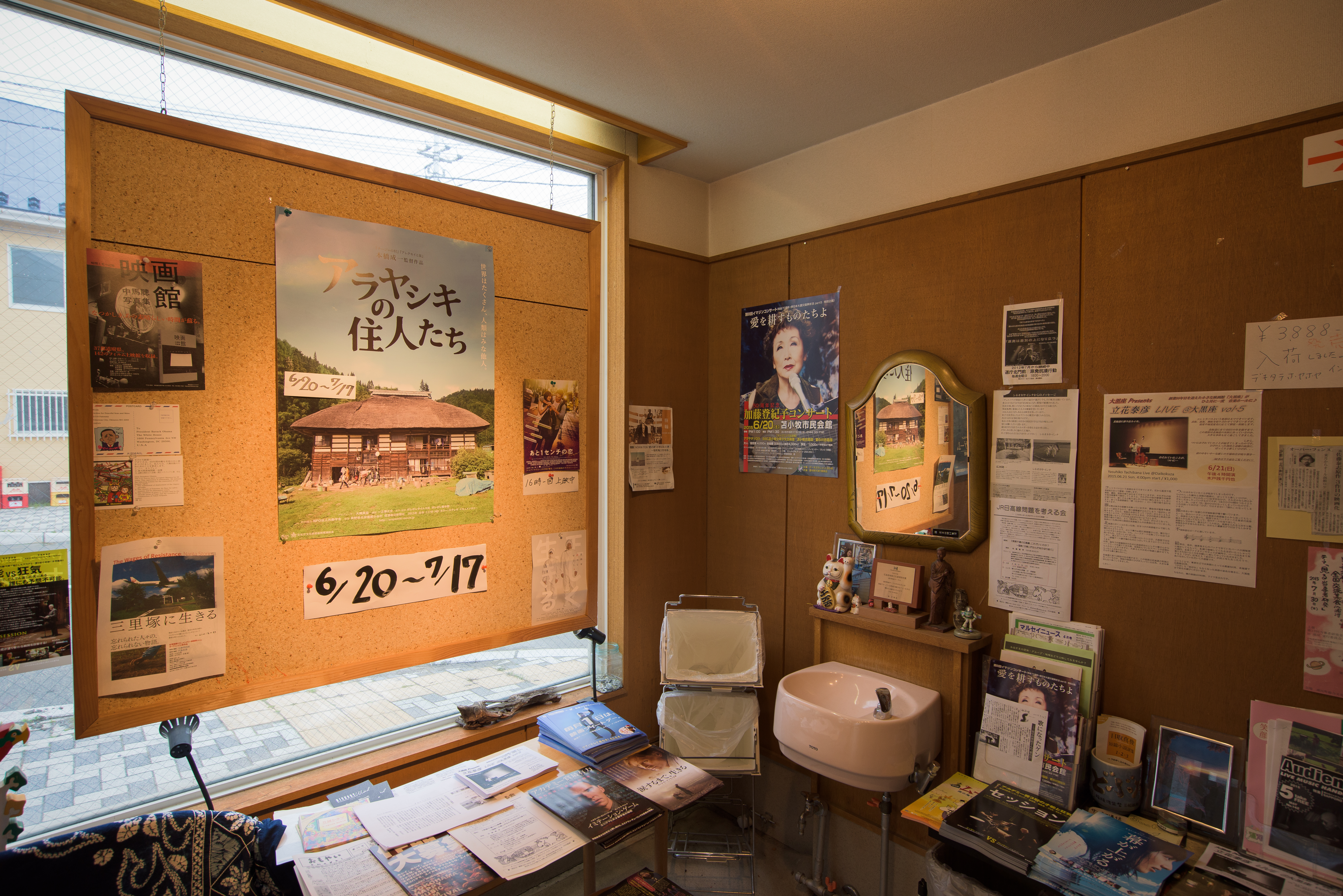
ロビー

建物の老朽化や道路拡張工事等の事情により、1994年（平成6年）5月に2代目の建物を取り壊した。同年12月1日、48席の映画館として再オープン。2004年（平成16年）からは毎年秋に『大黒座まつり』（当初は「大黒座オリオンちかぢか祭」）と題したイベントを開催している。
2005年（平成17年）、ゆうばり国際ファンタスティック映画祭「鉄ちゃんシネマ大賞」を受賞。2005年4月23日に苫小牧市にシネコン「ディノスシネマズ苫小牧」がオープンした影響で、同市中心部にあった苫小牧日劇、苫小牧東宝・セントラル映劇が相次いで閉館している。
2013年（平成25年）、長年続けたフィルム上映の減少を機にデジタル上映設備を導入。同年12月21日『あの日見た花の名前を僕達はまだ知らない。』（監督長井龍雪）と『そして父になる』（監督是枝裕和）からデジタル上映を開始した。また長らく制作していなかった公式ウェブサイトが2014年（平成26年）1月に開設されている。
2018年（平成30年）で創業100周年を迎え、同年秋には『第72回北海道新聞文化賞』社会文化賞を受賞した。だが令和に改元された翌年の2020年（令和2年）に新型コロナウイルスが全国的に感染拡大。北海道でもいち早く道独自の緊急事態宣言を発令したが、政府の方針も重なり同年4月20日から5月31日まで大黒座は臨時休館した。
2021年（令和3年）4月1日付で日高本線の鵡川駅 - 様似駅間が完全廃止され、最寄駅だった浦河駅も鉄道駅としての業務を終了したため、周辺に鉄道駅と鉄道路線が存在しない道内唯一の映画館となった。

## 大黒座がロケ地になった映画
- 『アンモナイトのささやきを聞いた』（1992年・ユーロスペース） - 山田勇男監督
- 『結婚 佐藤・名取御両家編』（1993年・セシール/松竹） - 恩地日出夫監督

## 大黒座を訪れた著名人
| 『幕が上がる』上映時に舞台挨拶で訪れたももいろクローバーZの百田夏菜子（写真左）と高城れに |  | 『幕が上がる』上映時に舞台挨拶で訪れたももいろクローバーZの百田夏菜子（写真左）と高城れに |
| 『幕が上がる』上映時に舞台挨拶で訪れたももいろクローバーZの百田夏菜子（写真左）と高城れに |  |                                                                                           |

- 佐藤泰志
函館市出身の小説家。2代目建物時代の1989年[注 3]1月に自身の妹の法事で浦河を訪れた際、偶然大黒座を訪問したという。後述のドキュメンタリー番組では、同年6月2日の北海道新聞夕刊に掲載されたエッセイの一部[14]を遠藤雅が朗読している。
- 大友良英
2代目建物解体前の1994年4月16日、ヴァイオリニストのジョン・ローズと共にライブを開催。ライブ後には大友が音楽を手掛けた中国映画『青い凧』（監督田壮壮、1993年、配給ユーロスペース）の上映会も行われた[15]。
- 宮下ともみ
浦河町出身の女優。2011年12月16日、出演した映画『JAZZ爺MEN』（監督宮武由衣）上映に伴う舞台挨拶で来館[16]。舞台挨拶時は定員の3倍近い130人の客が詰めかけた[17]。
- 宇梶剛士
2012年3月3日、ナレーションを務めたドキュメンタリー映画『カムイと生きる』上映会で来館。ちなみに同作に出演している浦川治造（東京アイヌ協会名誉会長）は宇梶の叔父にあたる[18]。
- なみきたかし（オープロダクション代表）
2013年8月3日、『デビルマン 妖鳥シレーヌ編』上映に伴うトークイベントで来館[19]。翌日の8月4日には『セロ弾きのゴーシュ』上映時に、同作の作画監督を務めた才田俊次がトークショーを行っている[20]。
- 坪川拓史
2014年7月5日、自身の監督作『ハーメルン』上映時に舞台挨拶で来館[21]。ちなみに坪川は自身が在籍するバンド「くものすカルテット」の一員として2005年10月9日の『大黒座オリオンちかぢか祭』でライブを行ったこともある[22]。
- 百田夏菜子、高城れに（共にももいろクローバーZ）
2015年8月9日、自身の主演映画『幕が上がる』（監督本広克行）上映の際に舞台挨拶でサプライズ来館。当日朝に告知されたにもかかわらず、朝10時と昼1時半の上映で合計160人が来客し大盛況となった[23]。
- 中島亜梨沙
北海道出身の女優。自身がナビゲーターを務めた情報番組『マチュアライフ北海道』（テレビ北海道）の取材で大黒座を訪れた（2016年12月4日放送）[24]。
- 松下祐貴子
元札幌テレビ放送（STV）アナウンサー。2018年3月30日放送の『どさんこワイド179』“旅のトビラ”コーナーで大黒座を訪問[25]。松下アナはこの日の放送をもって同番組を卒業し、10年間勤めたSTVを退社した。

## 関連作品

### 小さな町の小さな映画館
『小さな町の小さな映画館』は、2011年（平成23年）6月18日に公開された日本のドキュメンタリー映画。大黒座を支える一家とそれを取り巻く町民たちとの人間模様を描く。ナレーションは中村啓子が担当。上映時間105分。
常設映画館では蠍座（札幌市）、みやこシネマリーン（岩手県宮古市）、シネマテークたかさき（群馬県高崎市）、川越スカラ座（埼玉県川越市）、ポレポレ東中野（東京都中野区）、下高井戸シネマ（東京都世田谷区）、新潟・市民映画館シネ・ウインド（新潟市）、京都みなみ会館（京都市）、元町映画館（神戸市）、宝塚シネ・ピピア（兵庫県宝塚市）、シネマ尾道（広島県尾道市）、シネマルナティック（松山市）、ガーデンズシネマ（鹿児島市）などで上映され、その他にも多数の映画祭などで上映された。
スタッフ
- 監督・撮影・プロデューサー：森田惠子
- 構成・編集：四宮鉄男
- 音楽：遠藤春雄
- デザイン：石原雅彦
- 浦河コーディネート：小野寺信子
- 配給：「小さな町の小さな映画館」上映委員会

### 大黒座ベイ・ブルース
北海道文化放送（uhb）で2019年（平成31年）3月17日14:00 - 14:55（JST）に放送されたドキュメンタリー番組。
創業100年を迎えた2018年夏から『ボヘミアン・ラプソディ』（監督ブライアン・シンガー）が上映された2019年の年明けまでを取材し、大黒座の館主一家とそこを訪れる浦河町民達の日常などを映し出した。ナレーションは女優の石橋静河が担当。
クレジット
- 朗読：遠藤雅
- 音楽：新田敦子[28]
- MA：梅原浩介
- ドローン撮影：金林里奈（PLATINAMIX）[29]
- 協力：プロセンスタジオ
- 撮影・編集：湊寛
- プロデューサー：大塚政人
- 制作著作：北海道文化放送